# جوزيف ماكدونالد
جوزيف ماكدونالد هو سياسي كندي، ولد في 1824. حزبياً، نشط في الحزب الليبرالي في نوفا سكوشا ‏. وقد انتخب عضو مجلس نواب نوفا سكوتيا.